# 마이다네크 국립박물관
마이다네크 국립박물관(폴란드어: Państwowe Muzeum na Majdanku)은 폴란드 루블린주 루블린에 있는 나치 독일의 마이다네크 강제 수용소 부지에 있는 박물관이다.
이 박물관은 세계 최초의 이런 종류의 박물관으로 제2차 세계 대전 중 마이다네크 수용소에서의 강제노동, 학살과 같은 잔혹 행위를 기억하는 데 전념한다. 이 박물관은 폴란드의 홀로코스트에 대한 학술 연구를 포함한 여러 가지 업무를 하고 있다. 희귀 유물, 보관 사진, 증언을 영구 소장하고 있다.